# Celia Fiennes (Künstlerin)

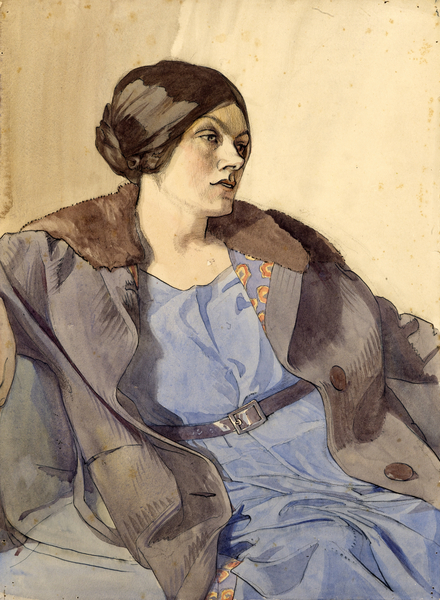
Porträt Celia Fiennes von Noel Rooke

Celia Mary Twisleton-Wykeham-Fiennes, auch bekannt als Celia Rooke, Molly Fiennes und als Molly Rooke (* 10. März 1902 in Ealing, Middlesex; † 17. September 1998 in Culworth, Northamptonshire) war eine britische Künstlerin, die für ihre Arbeiten als Holzschnittkünstlerin, Buchillustratorin und Malerin bekannt wurde.

## Leben
Celia Fiennes wurde in Ealing, London, als Tochter von Alberic Fiennes, einem Angestellten der Bank of England, und Gertrude Fiennes, der Tochter eines Offiziers der Royal Navy, geboren. Sie war eine direkte Nachfahrin von Celia Fiennes, einer gleichnamigen Reiseschriftstellerin aus dem 17. Jahrhundert, Fiennes studierte an der Central School of Arts and Crafts in London. Nach ihrem Abschluss arbeitete sie für die Arts and Crafts Exhibition Society in London und war maßgeblich an der Organisation der Ausstellungen von 1928 und 1931 beteiligt. Im Dezember 1932 heiratete sie ihren ehemaligen Lehrer Noel Rooke, einen führenden Vertreter der Wiederbelebung des Holzschnitts in Großbritannien. Nach Rookes Tod 1953 zog sich Fiennes nach Culworth zurück, wo sie bis zu ihrem Tod 1998 lebte.

## Werk

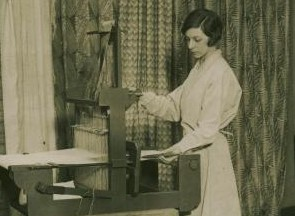
Sepia-Foto von Celia M. Fiennes an einer Druckpresse. Das Foto wurde als Werbebild für die Arts and Crafts Exhibition Society verwendet

Celia Fiennes war eine wichtige Vertreterin des modernen Holzschnitts in Großbritannien. Sie illustrierte mehrere Bücher, darunter 1926 eine Ausgabe von The Fables of Aesop für die Golden Cockerel Press und im selben Jahr The Twelve Moneths von Matthew Stevenson für die Cresset Press. Ihr Stil zeichnete sich durch klare Linien und eine präzise Technik aus, die traditionelle und moderne Elemente miteinander verband. Später wandte sie sich der Malerei zu und schuf Werke, die in verschiedenen öffentlichen und privaten Sammlungen vertreten sind.